# Johann Tobias Carrach

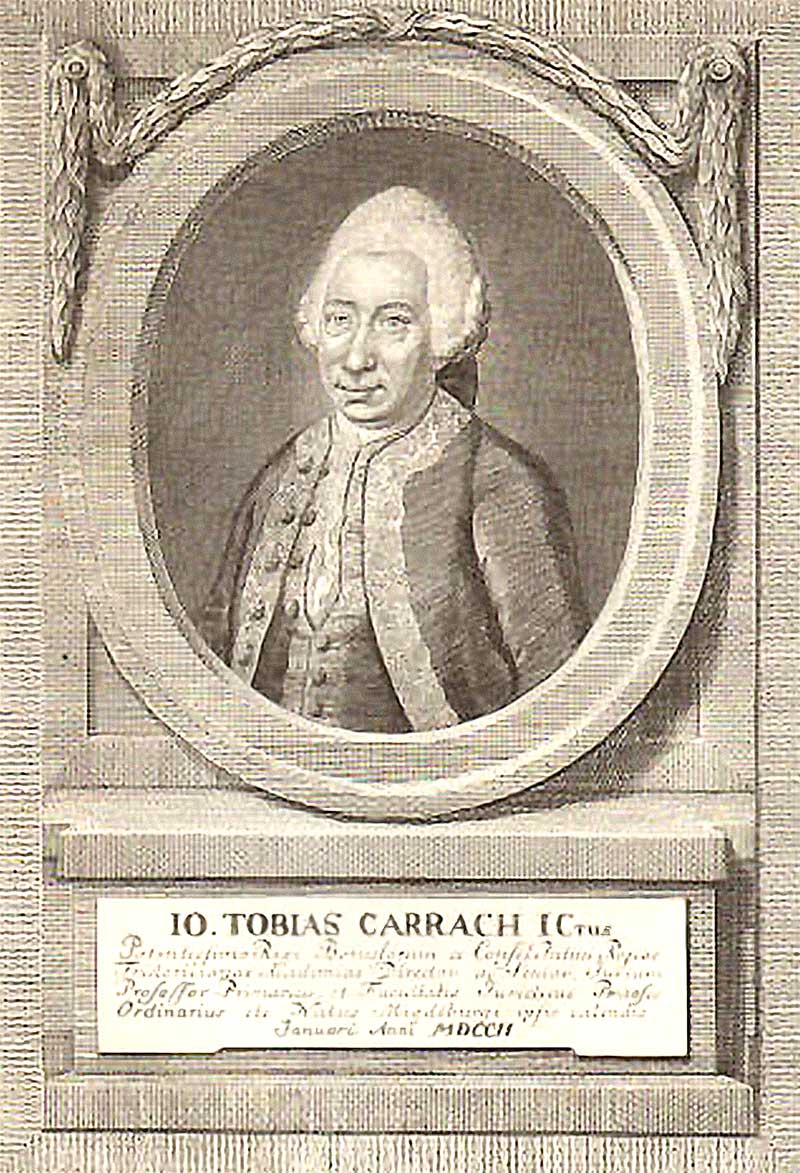
Johann Tobias Carrach

Johann Tobias Carrach (* 1. Januar 1702 in Magdeburg; † 21. Oktober 1775 in Halle (Saale)) war ein deutscher Rechtswissenschaftler.

## Leben
Der Sohn des Kaufmanns Martin Carrach hatte erst das Altstädter Gymnasium und dann das Domgymnasium in seiner Heimatstadt besucht. Er studierte seit 1721 an der Universität Halle, zuerst die philosophischen Wissenschaften, wendete sich den Rechtswissenschaften zu und promovierte 1729 mit der Schrift de ejuranda ejeratione bonae spei, seu de exiguo usu juramenti perhorrescentiae adversus judicem unter Gasser zum Doktor der Rechte. Da der Doktorand und spätere Professor der Pandekten in Jena Heinrich Brockes II. in seiner 1730 in Wittenberg unter Augustin Leyser gehaltenen Doktorschrift de juramento prohorrescentiae, ejusdemque usu practico. den juristischen Standpunkt Carrachs bestritten hatte, ließ er im folgenden Jahr die Schrift Vindiciae dissertationis de ejuranda ejeratione bonae spei adversus differtationem quandam Vitebergensis, erscheinen.
Daraufhin wurde er am 10. Mai 1732 außerordentlicher Professor der Rechte in Halle, war 1735 Assessor am Schöppenstuhl, wurde am 14. Juni 1738 ordentlicher Professor der Rechte und damit verbunden Assessor an der juristischen Fakultät. Nach dem Tod von Simon Peter Gasser stieg er 1746 in der Rangliste der juristischen Fakultät und wurde zu jener Zeit Johann Gerhard Schlitte adjunktiert. 1753 war er bis zum Senior der juristischen Fakultät aufgestiegen und wurde damit verbunden königlich preußischer Geheimrat. Im August 1759 wurde Carrach mit seinem Kollegen Johann Ernst von Flörcke (1695–1762) in den Siebenjährigen Krieg hineingezogen und als Geiseln von den Reichstruppen abgeführt. Über Prag gelangten beide nach Nürnberg, wo Flörke starb und Carrach im 1762 von den preußischen Truppen unter Führung des Generals Friedrich Wilhelm Gottfried Arnd von Kleist (1725–1768) befreit wurde.
Zurückgekehrt nach Halle wurde er erster Professor der Rechte und damit Ordinarius der juristischen Fakultät. Carrach hatte sich auch den organisatorischen Aufgaben der Hallenser Hochschule beteiligt und war 1754/55, sowie 1763/64 Prorektor der Alma Mater. Aus seiner am 28. November 1729 geschlossenen Ehe mit Auguste Sophie († 12. Februar 1750), der Tochter des königlichen preußischen Kommerzienrats in Halle Johann August Schubart, stammt der einzige Sohn Johann Philipp (* 30. August 1730 in Halle; † um 1816) der ebenfalls Jurist wurde. Eine Tochter heiratete Heinrich Johann Otto König (1748–1820).

## Werke
1. Disp. (Praef. S. P. Gaffero) de eiuranda eieratione bonae spei seu de exiguo usu iuramenti perhorrescentiae adversus iudtcem. Halle 1729
2. Disp. Vindiciae dissertationis de eiuranda eieratione bonae spei, adversus dissertationem quandam Vitembergensem. Halle 1731 Diese beiden Disputationen nebst der Wittenbergischer von Heinrich Brockes und Steger's Disputat. de iurainento perhorrescentiae, wie auch einem Urteil der Juristenfakultät in Göttingen gab der Sohn Johann Philipp von Carrach heraus unter dem Titel: Fasciculus opusculorum et controversiarum de non nsu. iuramenti perborrescentiae adversus iudicem. Halle 1759
3. de subtitutionis directae argumcntis in formula dubia. Halle 1731, 1745
4. Disp. inaug. qua examinatur brocardicum vulgare: statuta ex iure commuui esse interpretanda Praef. S. P. Gassero, Resp. Alb. Schoene. Halle 1731 Carrach ist der Verfasser; daher er sie unter seinen Namen auflegen ließ in Halle 1768.
5. Disp. de reatu, non omnem dignitatem excludente, ad L. I. C. Ubi Senator, vel clarissimi etc. Halle 1732, 1745
6. Progr. de quadriennali vita restitutionis in integrum reipublicae et ecclesiae, ad L. I. C. de offic. ei. qui vic. alic. iud. Halle 1733
7. Disp. de imaginaria aequitate probations pro evitando periurio. Halle 1754, 1749
8. Disp. inaug. de usu et abusu supplicationum et rescriptorum lite pendente. Praes. S. P. Gaffero, Resp. Joh. Conr. Eilhardt. Halle 1734
9. Disp. (Resp. Lud. Honeken) de periculo rei immobilis yenditae ante resignationem iudirialem. Halle 1734, wieder aufgelegt unter seinem Namen. Halle 1768
10. Disp. de exceptionibus litis ingressum impedimentis. Halle 1736, 1748
11. Disp. de conflictu theoriae et praxeos iuris. Halle 1736, 1755
12. Progr. de sorite fallaci et de sensu L. 177 D. de Verb. Signif. Halle 1737
13. Disp. de vera indole exceptionis legitimationis ad caussam. Halle 1737
14. Disp. de reprobatione per delationem iuramenti licita, occas. Cap. 2. X. de Probat. Halle 1737, 1756
15. Progr. de brocardico: illiquidi cum liquido nulla est compensatio, ad L. ult. §. 1. C. de Compens. Halle 1738, 1757
16. Disp. de cauto compromissorum in arbitros usu. Halle 1738
17. Disp. de differentas iuris Romani et Germanici in mortis caussa donatione. Halle 1739
18. Disp. de praecipuis differentiis iuris Romani et Germanici in compenlatione. Halle 1739
19. Disp. de differentiis iuris Romani et Germanici in beneficio separationis. Halle 1740
20. Rechtliche Anmerkungen von der Verjährung alter Schulden, sammt einer Erläuterung des Cap. ult. X. depraescript. In: Hallische Anzeigen. 1743 und Sonderdruck Halle 1774
21. Disp. de differcntiis iuris Romani et Germanici in peculio inprimis filiorum familias. Halle 1745
22. Disp. de differentiis iuris Romani et Germanici in heredis institutione voluntaria. Halle 1746
23. Rechtliche Erörterung der Frage: Ob man wohl aus einem bloßen Handschreiben eines Erblassers ein Erbschaftsrecht sich anmassen und darauf klagen könne? In: Hallische Anzeigen. 1748 und Sonderdruck Halle 1775
24. Progr. de iussu patris in conferendís studioruim sumtibus rato, vel irrito; ad L. 50 Familiae hercifcundae. Halle 1748
25. Disp. de differentiis iuris Romani et Germanici in heredis institutione uecessaria. Halle 1751, 1775
26. Disp. Meditationes de emendanda litium protiactione circa sententias interlocutorias. Halle 1751
27. Disp. Meditationes de emendanda litium protiactione circa appellationes eventuales. Halle 1752
28. Disp. de vi transactionis contra matrimonium. Halle 1757
29. Rechtliche Anmerkungen von der Schuldigkeit, die Unkosten einer Inqusition zu tragen. In: Hallische Anzeigen. 1757, und Sonderdruck 1774
30. Disp. de matrimonio ad benedictionem sacerdotis incompetentis contracto. Halle 1759
31. Disp. qua pacta non stricti iuris sed bonae fidei esse evincitur. Halle 1765
32. Programmata iuridica. Halle 1767
33. Disp. Observationes quaedam ad interdictum Salvianum occasione L. 1. pr. et § 1 D. de Salviano interdicto. Halle 1774
34. Adnotationes ad b. Justi Henn. Boehmeri doctrinam de Actionibus. Halle 1775
35. Rechtliche Urtheile und Gutachten in peinlichen Sachen, im Namen der Hallischen Juristenfakultät. ausgearbeitet, herausgegeben von Heinrich Johann Otto König Halle 1775
36. Kurze Anweisung zum Prozess in Civil- Criminalsachen. herausgegeben Heinrich Johann Otto König Halle 1776
37. Besondere Observation von der opponieten Exceptione praesciptionis gegen alte Schulden, in welche kein Zahlungstermin enthalten, sondern die Zahlung auf halbjährige Loskündigung gesetzet worden, und ob der defectus bonae fidei derselben mit Nachdruck opponiret werden könne? In: Hallische Anzeigen. 1743 Nr. 52
38. Rechtliche Erörterung einiger, die Ehescheidung eines jüdischen Weibes von ihrem proselytischen Manne und deren Kinderzucht betreffende Fragen. In: Hallische Anzeigen. 1753 Nr. 42–44
39. Rechtliche Erörterung der Frage: Ob man in Teutschland ohne den römischen Rechte vorgeschriebenen feierlichen Handlungen der Adoption, Jemand an Kindes Statt annehmen könne? In: Hallische Anzeigen. 1754 und Schott’s juristisches Wochenblatt Jg. 2
40. Anmerkung von dem Rechte eines Gläubigers an einer auf ihn transportierten Schuld, wenn über des Cedenten Güter eines Concurs entstehet. In: Hallische Anzeigen. 1756
41. Vom Gebrauch und Missbrauch der Provocation ex L. Diffamari. In: Hallischer Anzeiger. 1758 und Schott’s juristischen Wochenblatt. Jg. 1
42. Rechtliche Erörterung der Frage: Ob in Teutschland eine Gerichtsbarkeit unter dem Vorwande der Billigkeit von den Gesetzen abweichen könne? In: Hallische Anzeigen. 1764
43. Betrachtung der Kraft der gemeinen Meynung in der Rechtsgelahrtheit. In: Hallische Anzeigen. 1766